# Carlos Blanco Castañón
Carlos Blanco Castañón (* 5. März 1928 in Madrid, Spanien – einigen Quellen zufolge bereits 1927 geboren; † 9. Januar 2011) war ein mexikanischer Fußballspieler, der als Stürmer agierte.

## Biografie

### Verein
Blanco begann seine Profikarriere in der mexikanischen Primera División 1945 in Diensten des CF Asturias. Als Asturias sich 1950 aus dem Profifußball zurückzog und der Club Necaxa den Profistatus annahm, wechselte Blanco zu diesem Verein, bei dem er zunächst bis mindestens 1952 spielte. Vor, während oder nach der Saison 1952/53 wechselte Blanco zum ehemaligen Militärsportklub Marte, mit dem er 1953/54 Meister wurde. Nach dem Titelgewinn fiel die Meistermannschaft aufgrund von finanziellen Problemen des Vereins auseinander und Blanco kehrte zunächst zum Club Necaxa zurück, bevor er seine aktive Laufbahn bei Deportivo Toluca ausklingen ließ.

### Nationalmannschaft
Sein Debüt in der mexikanischen Nationalmannschaft gab der gebürtige Spanier am 23. März 1952 in einem Spiel gegen Uruguay, das mit 1:3 verloren wurde.
Höhepunkte seiner Nationalmannschaftskarriere waren die Teilnahmen an den Fußball-Weltmeisterschaften 1954 und 1958. Während Blanco 1954 nicht über die Rolle eines Reservisten hinauskam, bestritt er 1958 zwei Spiele der Mexikaner: seinen ersten Einsatz hatte er am 11. Juni 1958 gegen Wales, was für den mexikanischen Fußball ein besonderes Spiel war; denn hier erzielte die bisher nur Niederlagen gewohnte Nationalmannschaft ihren ersten Punktgewinn (1:1) bei einer Fußball-Weltmeisterschaft. Sein zweites WM-Spiel gegen Ungarn (0:4) vier Tage später war zugleich sein letzter Auftritt in den Reihen der Nationalmannschaft.